# Anarthrotarsus martensi
Anarthrotarsus martensi is een hooiwagen uit de familie kaphooiwagens (Trogulidae). De wetenschappelijke naam van Anarthrotarsus martensi gaat terug op Silhavý.